# Accademia nazionale di intelligence
L'Accademia nazionale di intelligence "Mihai Viteazul" è un'università gestita dal Serviciul Român de Informații, che punta a formare ufficiali nel campo dell'intelligence. È intitolata al voivoda Michele il Coraggioso.

## Storia
Le origini dell'università si rintracciano nella facoltà di psicosociologia dell'Accademia di polizia Alexandru Ioan Cuza di Bucarest, fondata nel 1991. L'anno successivo è stato creato come struttura indipendente l'istituto superiore di intelligence (Institutul Superior de Informații) e nel 1996 l'istituto nazionale di intelligence (Institutul Național de Informații), fino ad arrivare alla forma finale nel 2000.

## Struttura
L'università è organizzata nelle seguenti facoltà:
- Studi di intelligence (specializzazione in sicurezza e intelligence)
- Intelligence (specializzazione in psicologia dell'intelligence)